# 粉链蛇
粉链蛇（学名：Lycodon rosozonatus）为游蛇科白環蛇屬的爬行动物，俗名火甲蛇，是中国的特有物种。分布于海南等地，常栖息于山麓平原、河流溪边或稻田附近。其生存的海拔范围为80至580米。该物种的模式产地在海南岛吊罗山。

## 保护
本种于2023年被收录入《有重要生态、科学、社会价值的陆生野生动物名录》。